# Pexopsis aprica
Pexopsis aprica är en tvåvingeart som först beskrevs av Johann Wilhelm Meigen 1824.  Pexopsis aprica ingår i släktet Pexopsis och familjen parasitflugor. Arten är reproducerande i Sverige. Inga underarter finns listade i Catalogue of Life.